# Municipio de Washington (condado de Stark)
El municipio de Washington (en inglés: Washington Township) es un municipio ubicado en el condado de Stark en el estado estadounidense de Ohio. En el año 2010 tenía una población de 4626 habitantes y una densidad poblacional de 58,47 personas por km².

## Geografía
El municipio de Washington se encuentra ubicado en las coordenadas 40°51′15″N 81°8′27″O / 40.85417, -81.14083. Según la Oficina del Censo de los Estados Unidos, el municipio tiene una superficie total de 79.12 km², de la cual 79 km² corresponden a tierra firme y (0.15%) 0.12 km² es agua.

## Demografía
Según el censo de 2010, había 4626 personas residiendo en el municipio de Washington. La densidad de población era de 58,47 hab./km². De los 4626 habitantes, el municipio de Washington estaba compuesto por el 98.1% blancos, el 0.45% eran afroamericanos, el 0.04% eran amerindios, el 0.35% eran asiáticos, el 0.04% eran isleños del Pacífico, el 0.17% eran de otras razas y el 0.84% pertenecían a dos o más razas. Del total de la población el 0.52% eran hispanos o latinos de cualquier raza.